# Infusório
Os infusórios são um agrupamento de protozoários de água doce que integraram a antiga classe Infusoria. Incluíam os ciliados, flagelados e protozoários com tentáculos. Na classificação actual, o termo é considerado obsoleto e a maior parte dos microorganismos anteriormente incluídos no grupo estão atribuídos ao Reino Protista.
Os infusórios foram originalmente descritos por Anton van Leeuwenhoek em 1675 e reconhecidos em 1805 por Theodor von Siebold como seres vivos unicelulares. Vivem principalmente em água doce parada; Leeuwenhoek escreveu a esse propósito a forma como descobriu estes "animálculos": "No ano de 1675, eu descobri criaturas vivas em água da chuva que tinha ficado por quatro dias numa vasilha nova de barro..."  Por essa razão, foram chamados infusórios, ou seja, animais que vivem numa "infusão".

## Importância dos infusórios na aquariofilia
Os infusórios podem ser criados em casa, ou em estabelecimentos que se dedicam à criação de peixes ornamentais de água doce, porque eles são uma importante fonte de alimento para os alevinos. Basta colocar em infusão em água folhas caídas de plantas que vivam perto da água. 